# Isla las Malvinas
Isla las Malvinas är en ort och en ö i Mexiko. Den ligger i kommunen Matamoros och delstaten Tamaulipas, i den nordöstra delen av landet.
Närmaste större samhälle är Las Higuerillas, 1,5 km nordost om Isla las Malvinas. Isla El Mezquital och staden Mezquital är också mycket nära.